# Salvia fruticosa
La salvia de jardín (Salvia fruticosa) es una planta perenne de la familia de las lamiáceas. Es originaria del este de la región mediterránea incluyendo el sur de Italia. las Islas Canarias y el Norte de África. Es especialmente abundante en Israel.

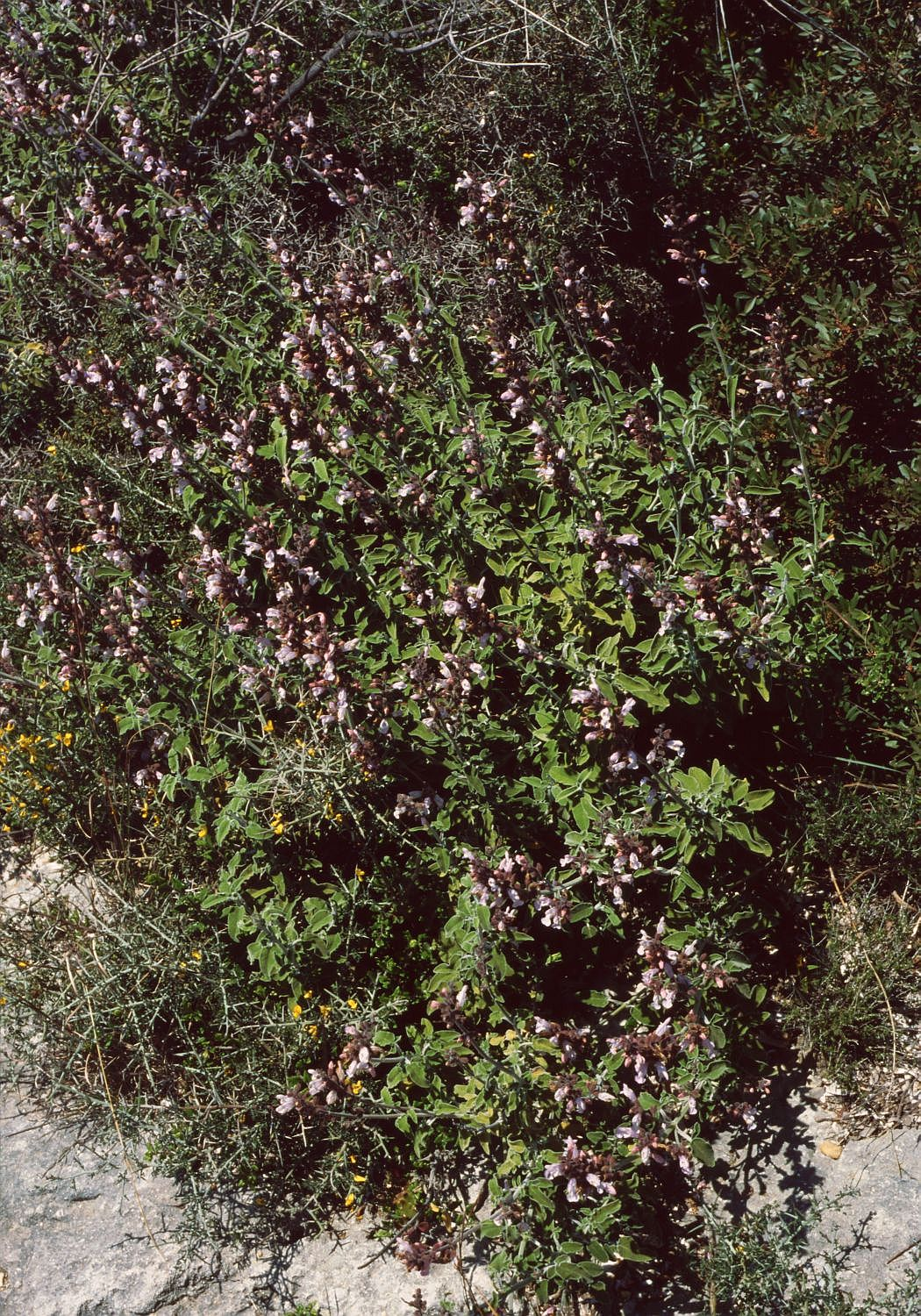
Vista de la planta

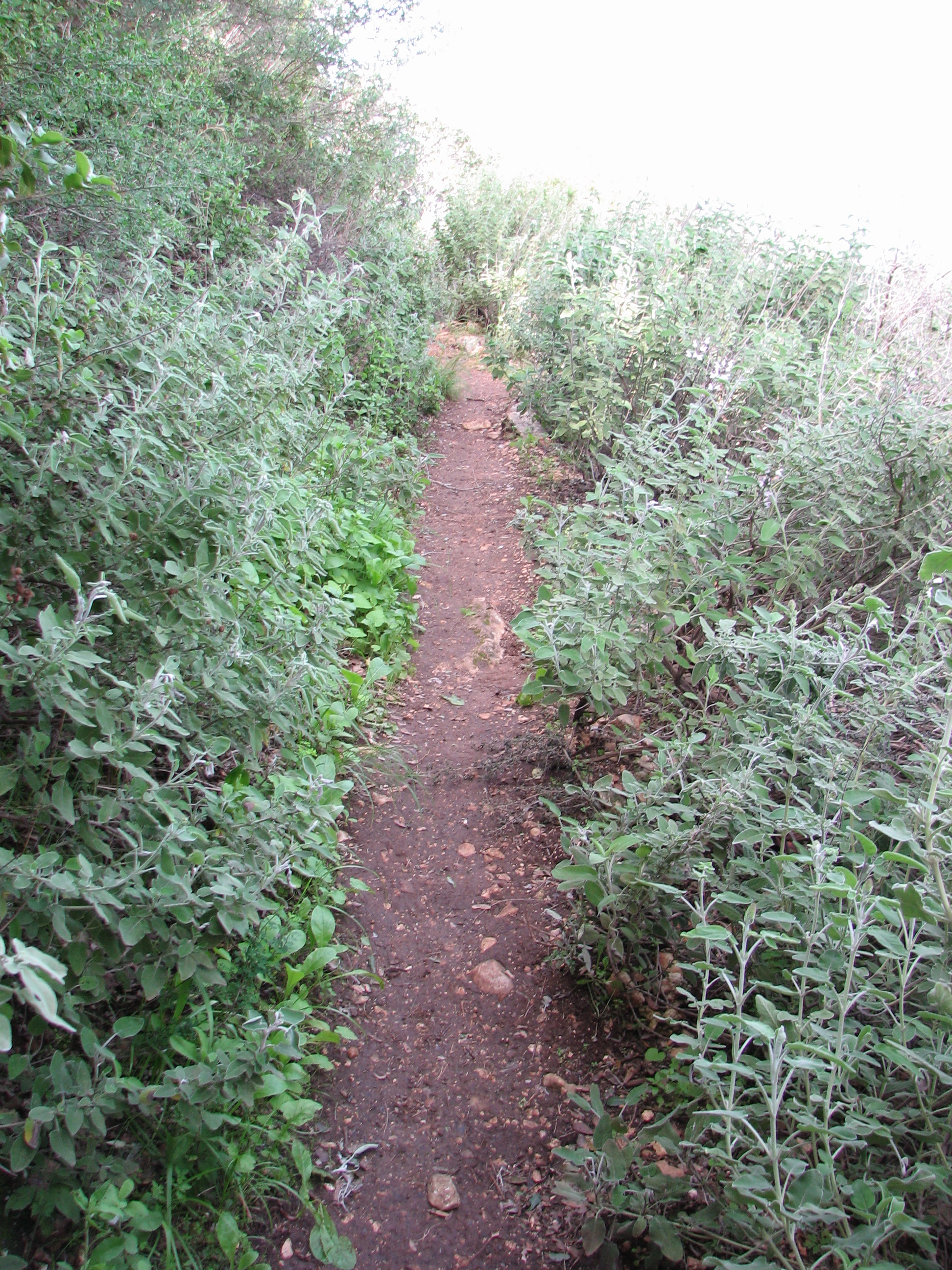
Cultivo en Israel

## Descripción
Salvia fruticosa alcanza un tamaño de 60 cm de alto y ancho, con un tallo de flores erecto de (0,30 metros) o más por encima del follaje. Toda la planta está cubierta de pelos, con numerosas hojas de varios tamaños que crecen en racimos, dándole un aspecto plateada y tupida . Las flores son de color rosado-lavanda, de 1,3 cm de largo, que crecen en espirales a lo largo de la inflorescencia. En su ambiente nativo que crece como parte del matorral y en otras comunidades vegetales abiertas, pero las poblaciones compuestas enteramente de Salvia fruticosa no son poco comunes.
También se cultiva como un arbusto con flores ornamentales que prefiere pleno sol, buen drenaje del suelo, y buena circulación de aire. Es muy resistente a la sequía. Las hojas tienen un alto contenido de aceite, con algunos de los mismos productos químicos que la lavanda.

## Taxonomía
Debido a su amplia variación en la forma de la hoja, se ha producido una gran confusión taxonómica en los últimos años, con muchas variaciones de las hojas de Salvia fruticosa son nombradas como especies distintas. Estas incluyen S. libanotica , S. triloba , S. lobryana , y S. cypria , que ahora se considera como Salvia fruticosa. La variación de la hoja depende de la zona geográfica, con plantas que crecen en la parte occidental de Creta, que tiene hojas enteras con cabeza plana y márgenes y laterales superiores verdes. Las plantas que crecen en el lado oriental de la isla tienen hojas mucho más pequeñas, y son profundamente trilobuladas amarillo-verde y márgenes ondulados. La variación continúa a través de las diferentes partes de Grecia.
Agregando a la confusión sobre el nombre, la planta también ha sido llamada Salvia triloba, según lo nombrado por Carl Linnaeus en 1781, hasta que se descubrió que era la misma planta nombrada por Philip Miller en 1768, con el nombre anterior y con preferencia por el acuerdo de las convenciones de nomenclaturad.

## Usos
Tiene una larga tradición de uso en Grecia, donde es apreciado por su belleza, el valor medicinal, y uso culinario, junto con su dulce néctar y polen. Salvia fruticosa fue representada en un fresco minoico en 1400 a. C. en un circo de Knossos en la isla de Creta. Los antiguos fenicios y griegos probablemente introdujeron la planta para el cultivo de la península ibérica, con poblaciones remanentes de estas plantas introducidas que todavía se encuentran en algunas zonas costeras. Salvia fruticosa suma el 50-95% de la salvia seca vendida en América del Norte, y se cultiva comercialmente para su aceite esencial. También cuenta con una larga tradición de uso en varios ritos musulmanes para los niños recién nacidos, en las bodas, en los entierros, y quemada como incienso.
En su hábitat natural, desarrolla con frecuencia agallas lanudas de cerca de 2,5 cm de diámetro, que se llaman 'manzanas'. Estas 'manzanas' se pelan y se comen cuando estén suaves, y se describen como fragantes, jugosas y sabrosas. La formación de las agallas se pensabra que originalmente estaba limitado a Salvia pomifera, que condujo a la identificación errónea de Salvia fruticosa. En 2001 se descubrió que las agallas en Salvia fruticosa fueron causadas por un género previamente desconocido de avispas de las agallas.
Medicinales
Se utiliza en la medicina popular desde la época romana donde se ha mencionado en el contexto de su uso médico por Assaf Harofeh. Por sus muchos usos en Medio Oriente es considerado como una de las hierbas más importantes. La planta se utiliza para fortalecer el cuerpo aportando silicio y para los problemas menstruales y el dolor abdominal, hemorroides y detener el sangrado. Las hojas contienen un aceite esencial y taninos que aportan desinfección y limpieza y calman los nervios, impidiendo la formación de cálculos renales, agregación, etc

## Taxonomía
Salvia fruticosa fue descrita por Philip Miller y publicado en Gard. Dict. ed. 8 5 1768.
Etimología
Ver: Salvia
fruticosa: epíteto latino que significa "arbustiva".
Sinonimia
- Salvia baccifera Etl.
- Salvia clusii Jacq.
- Salvia cypria Unger & Kotschy
- Salvia fruticosa subsp. cypria (Unger & Kotschy) Holmboe
- Salvia fruticosa subsp. thomasii (Lacaita) Brullo & al.
- Salvia incarnata Etl.
- Salvia libanotica Boiss. & Gaill.
- Salvia lobryana Azn.
- Salvia marrubioides Vahl
- Salvia ovata F.Dietr.
- Salvia sipylea Lam.
- Salvia subtriloba Schrank
- Salvia sypilea Lam.
- Salvia thomasii Lacaita
- Salvia triloba L.f.
- Salvia triloba var. calpeana Dautez & Debeaux
- Salvia triloba subsp. calpeana (Dautez & Debeaux) P.Silva
- Salvia triloba subsp. libanotica (Boiss. & Gaill.) Holmboe
- Sclarea triloba (L.f.) Raf.[15][16]